# Hardap
Hardap é uma região da Namíbia. Sua capital é a cidade de Mariental.